# Михайло Олександрович Чорторийський
Михайло Олександрович Чортори́йський (пол. Michał Aleksandrowicz Czartoryski; 1550—1582) — урядник Речі Посполитої, житомирський староста (1574—1582).

## Біографія
Представник знатного литовського княжого роду Чорторийських герба Погоня. Гедиминович у VIII коліні. Єдиний син князя Олександра Федоровича Чорторийського (1517–1571), волинського воєводи (1566–1571), і Магдалени (Йовановни) Бранкович (Деспотовни) (пом. 1575).
У 1571 році після смерті свого батька успадкував його володіння на Волині. У 1574 році отримав посаду житомирського старости.
Волинський воєвода князь Богуш Федорович Корецький передав свого молодшого сина Йоахіма під опіку князю Михайлу Чорторийському, якого в березні 1573 року обрали послом від Волинського воєводства на елекційний сейм.
Перебував у дружніх стосунках із знатним московським князем-перебіжчиком Андрієм Михайловичем Курбським, кревським старостою та ковельським державцем.
Духівниця князя Михайла Чорторийського від 22 лютого 1582 року згадується в документах, виявлених під Володимирські міські книги князем Юрієм Михайловичем Чорторийським від 1 січня 1605 року.

## Сім'я
Після 1568 одружився з Софією Юріївною Ходкевич (пом. після 1602), дочкою троцького каштеляна Юрія Олександровича Ходкевича (пом. 1569) і Євгенії Іванівни Горностай (пом. 1557). Діти:
- Михайло Михайлович Чорторийський (пом. бл. 1600),
- Юрій Михайлович Чорторийський (пом. 1606), останній князь зі старшої лінії роду Чорторийських,
- Софія Михайлівна Чорторийська (пом. до 1605), дружина волинського хорунжого Вацлава Боговитина Шумбарського.

Після смерті чоловіка Софія Юріївна стала дружиною кам'янецького каштеляна Рафала Сенявського (пом. 1592)